# Серебрянка (Минск)

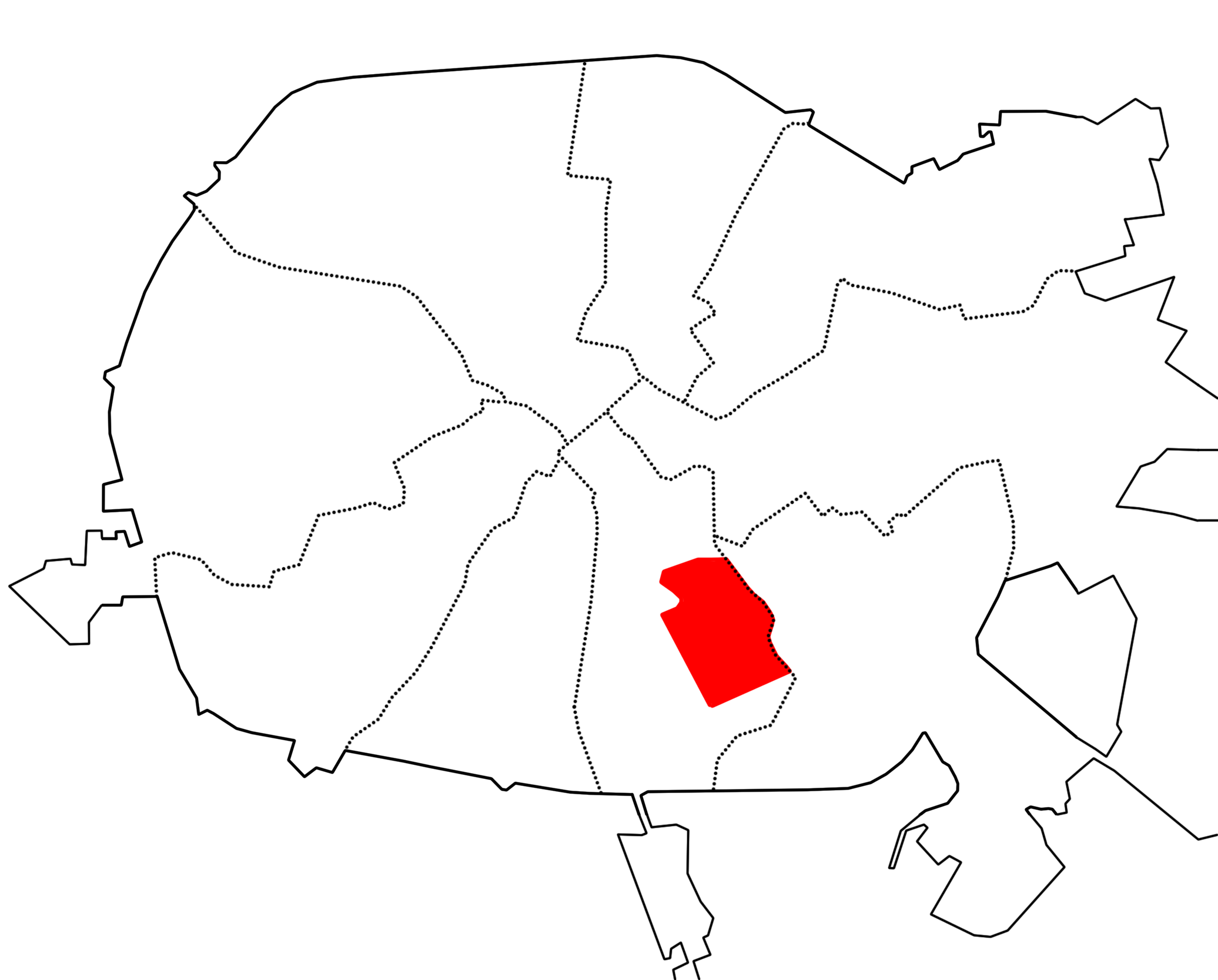
Расположение микрорайона на карте города

Серебря́нка (бел. Серабранка) — микрорайон Минска в составе Ленинского района.

## География
Микрорайон расположен в юго-восточной части города на левом берегу реки Свислочь. На правом берегу расположен Лошицкий парк. Ниже по течению Свислочь впадает в Чижовское водохранилище, на берегах которого находится Парк имени Надежды Грековой. 
Любопытно, что находится микрорайон фактически на полустрове между Свислочью, Слепянской водной системой и Чижовским водохранилищем. Границы микрорайона поэтому очень чётко определены. Заехать в него можно только с улиц Тростенецкая, Кошевого, Ванеева, Плеханова, Малинина и Денисовской. Плюс три пешеходных моста: в района Камвольного на улицу Бородинского, из остатков села Шейпичи в район улицы Семёнова и в Чижовку по недавно сооружённому мостику при впадении Свислочи в водохранилище. И переход по плитам, перешагивая воду, у водопада к протестантской церкви на улице Яна Райниса. Всё, больше никакого сообщения с "внешним миром" даже пешком.

## История
Застройка Серебрянки была начата в 1970-е годы.
Появление района Серебрянка (раньше — Железнодорожный посёлок) связано со строительством железных дорог Московско-Брестской и Либаво-Роменской в 1871—1873 годах на юго-восточной окраине Минска. Название района произошло от названия Серебрянка — небольшой речки, ранее впадавшей в Свислочь. Начиналась она в районе аэропорта Минск-1, протекала параллельно нынешней улицы Аэродромная и впадала в Свислочь вблизи улицы Денисовская. Долина реки начала носить название Серебряный Лог (овраг, лощина). У устья реки в XVI в. и возникла д. Серебрянка, а на некотором удалении от неё позднее появились несколько застенков и корчма с таким же названием. Лес по другую сторону Свислочи получил наименование Серебряный Бор. В середине XIX века, когда Минск подошел к бору, на противоположном от города берегу Свислочи появилось ещё одно поселение с названием Серебрянка. На месте этого бора сегодня расположен микрорайон Серебрянка. Сама речка в первой половине XX века была превращена в канаву, а при расширении и выравнивании поверхности аэродрома в послевоенное время — засыпана.
Имение под названием Серебряный Лог известно с 1551 года. В XIX веке район назывался Серебряные Мельницы и служил местом отдыха горожан. В 1895 году здесь был основан чугунолитейный завод, в начале XX века на этой территории находились Серебрянская улица и Серебрянский переулок.
Современный микрорайон Серебрянка расположен в нескольких километрах северо-восточнее Серебрянки исторической.

## Главные и второстепенные улицы
- проспект Рокоссовского
- улица Плеханова
- улица Малинина
- улица Якубова
- улица Горовца
- улица Ванеева
- улица Шейпичи
- улица Дворищи
- улица Малявки
- улица Гребельки
- переулок 2-й Велосипедный

## Инфраструктура
- школы: 15, 17, 19 (вечерняя), 36, 118, 123, 129, 134, 139, 152, 153, 164, 189
- педагогический колледж (до 2023 года в здании располагался лицей №2)
- гимназии: 1, 17, 28
- поликлиники: 7 (детская), 18, 23
- детские сады: 372, 454, 481, 499, 388 и др.
- кинотеатр «Салют»
- Парки:
  - Парк Серебряный лог
    - Экологическая тропа «Город птиц» в парке Серебряный лог[2]

  - Серебрянский парк
  - Парк им. Надежды Грековой
  - Парк им. Чингиза Айтматова
  - Германовский парк (заброшенный сквер через реку от ФОК «Серебрянка»)
- Рынки и торговые центры: 
  - Рынок «Свелта» (ул. Малинина, 35а)
  - Рынок «Серебрянка» (ул. Плеханова, 89)
  - ТЦ «Купец» (пр-т Рокоссовского, 1а)
  - ТЦ «Гиппо» (пр-т Рокоссовского, 2)
  - ТЦ «Talisman» (пр-т Рокоссовского, 145б)
- Спортивные сооружения:
  - ФОК «Серебрянка» (пр-т Рокоссовского, 44)
  - СК «Молот» (ул. Малинина, 35А)
  - СДЮШОР по Академической Гребле (ул. Малявки, 1а)

## Транспорт
- Автобусы № 9, 9д, 118, 127, 151с
- Троллейбусы № 19, 20, 24, 30, 35, 36, 41, 49, 56, 82
- Трамваи № 3, 6, 7, 9
- Маршрутные такси № 1211-тк, 1212-тк.

## Галерея

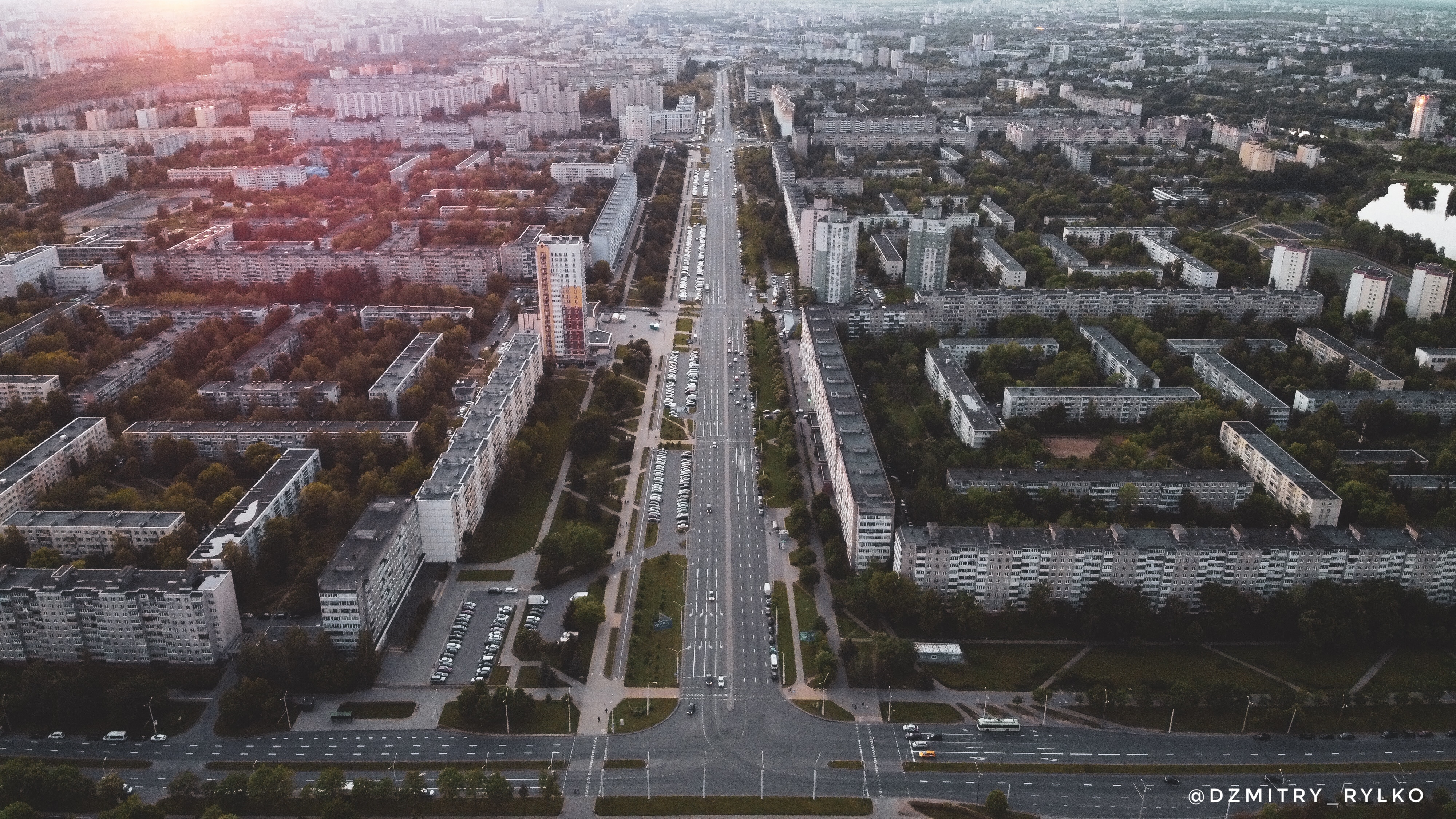
Вид с дрона
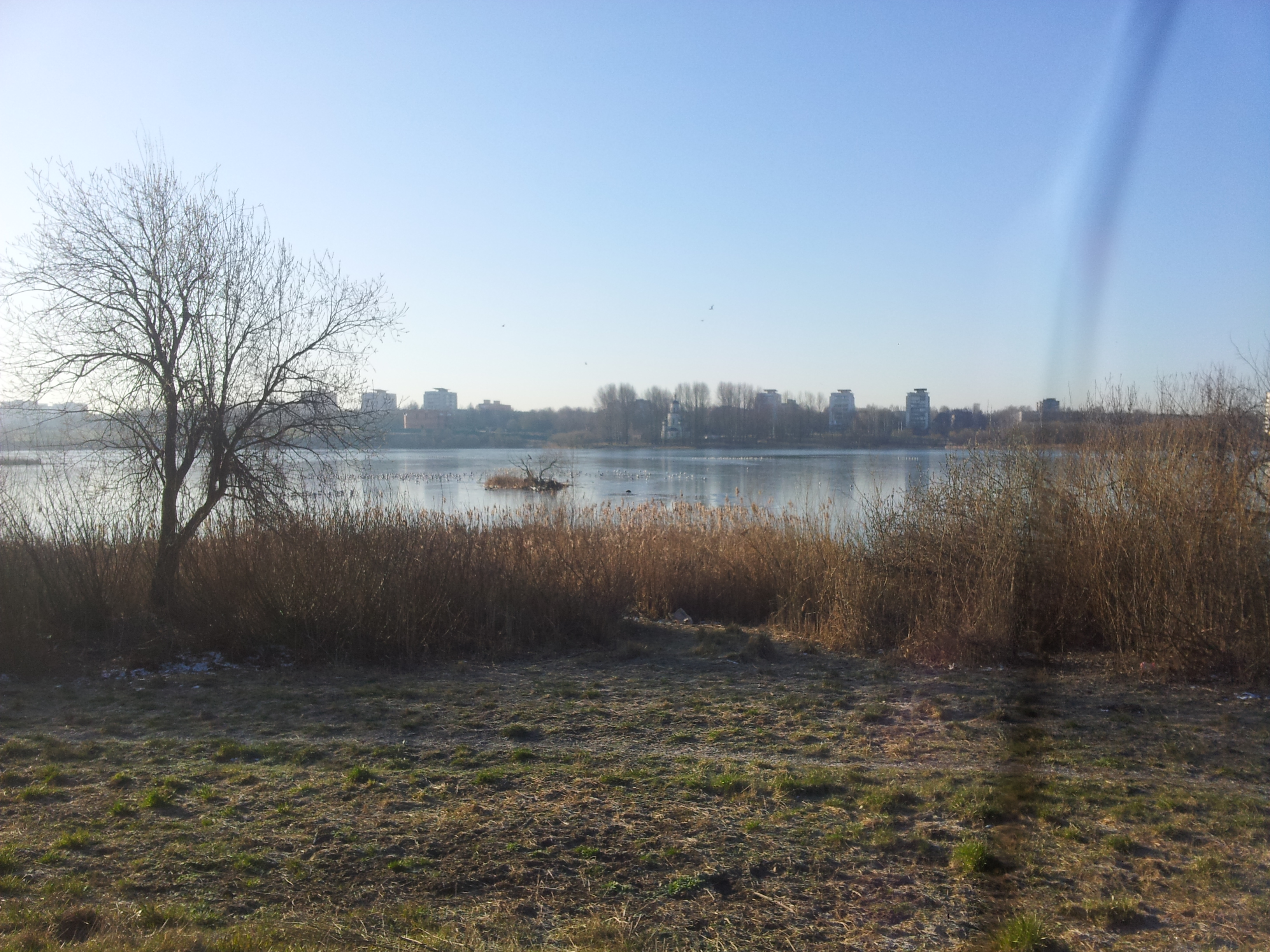
Парк Грековой, вид с полуострова
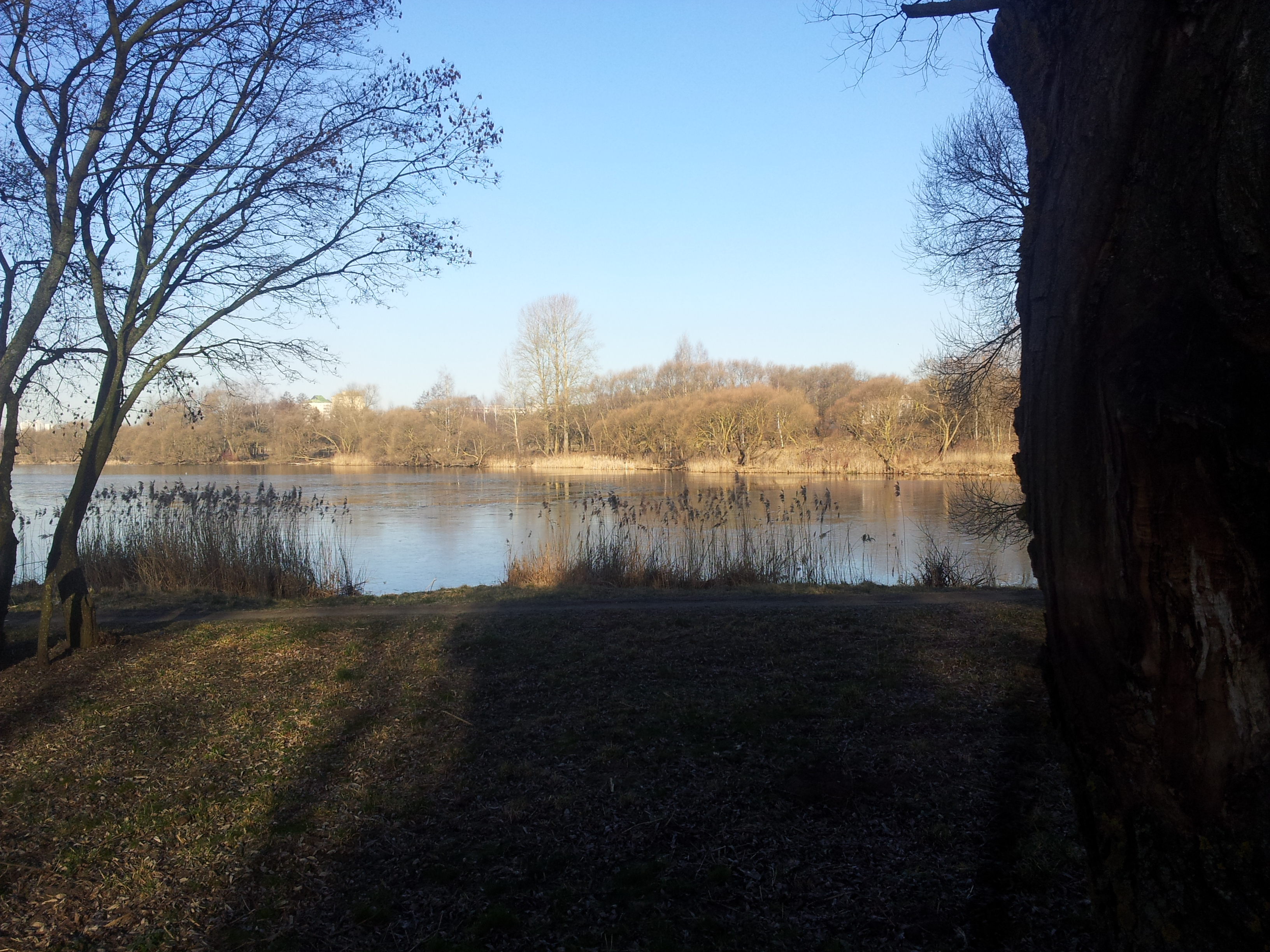
Парк Грековой, вид с полуострова
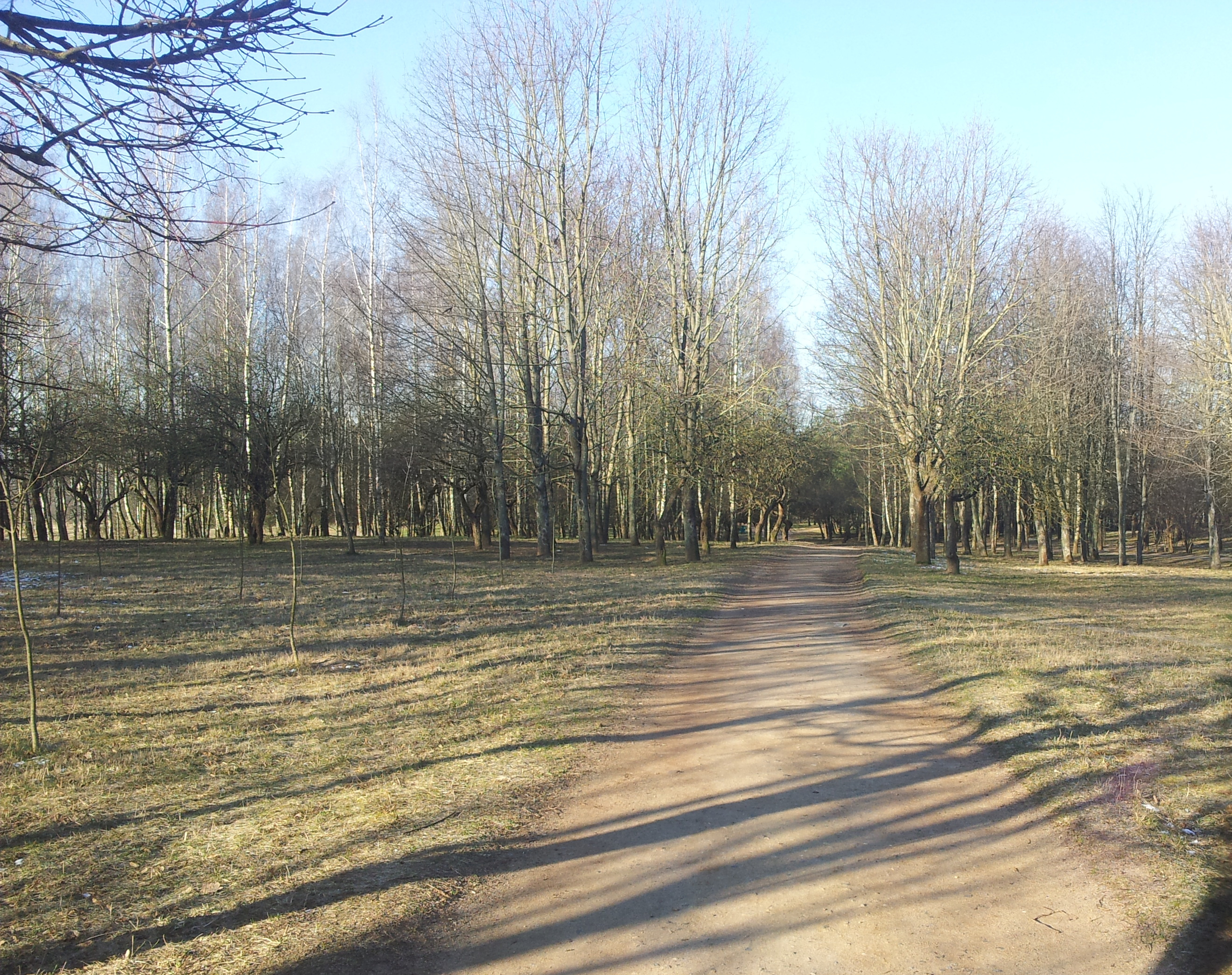
Парк Грековой
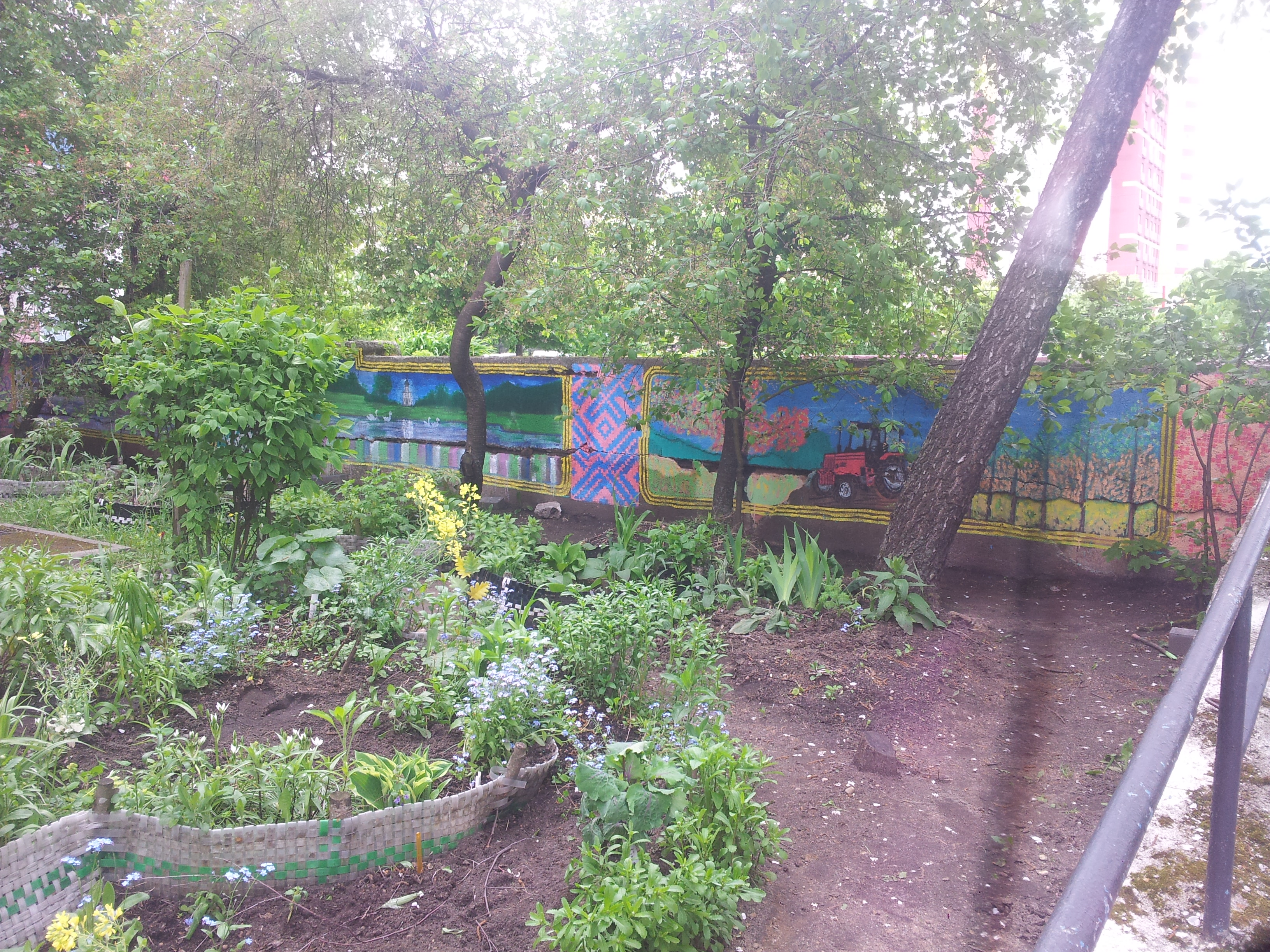
Граффити